# Empodisma
Empodisma  es un género con dos especies de plantas herbáceas perteneciente a la familia Restionaceae. Es originario de  Australia y Nueva Zelanda.

## Especies deEmpodisma
- Empodisma gracillimum (F.Muell.) L.A.S.Johnson & D.F.Cutler, Kew Bull. 28: 383 (1973 publ. 1974).
- Empodisma minus (Hook.f.) L.A.S.Johnson & D.F.Cutler, Kew Bull. 28: 383 (1973 publ. 1974).